# Emberiza elegans
El escribano elegante (Emberiza elegans), es una especie de ave paseriforme de la familia Emberizidae. Es nativa de China, Japón, Corea del Norte, Corea del Sur, Birmania, Rusia y Taiwán. Habita en bosques templados y bosques secos.

## Subespecies
Se reconocen dos subespecies:
- E. e. elegans Temminck, 1836
- E. e. elegantula Swinhoe, 1870